# Gladde pissebed
De gladde pissebed (Porcellio laevis) is een landpissebed (Isopoda, Oniscidea) uit de familie Porcellionidae. De wetenschappelijke naam van de soort is voor het eerst geldig gepubliceerd in 1804 door Latreille.
In Nederland en België is deze soort erg zeldzaam vrijlevend aan te treffen en wordt alleen zeer synantroop wat regelmatiger gevonden, bijvoorbeeld  in kelders van oude gebouwen of in verwarmde kassen.
Hoewel de soort relatief eenvoudig goed te herkennen is (glad, hooggewelfd, forse uropoden en de achterhoeken van het eerste segment niet naar achteren uitgetrokken, maar vrijwel rechthoekig naar voren afgerond) is voor het minder geoefende oog verwarring met andere soorten mogelijk, zoals met oprolpissebedden uit de familie Armadillidiidae (geen uitstekende uropoden) en de eveneens erg zeldzame Cylisticus convexus (andere kopstructuur en in tegenstelling tot P. laevis deels oprolbaar).

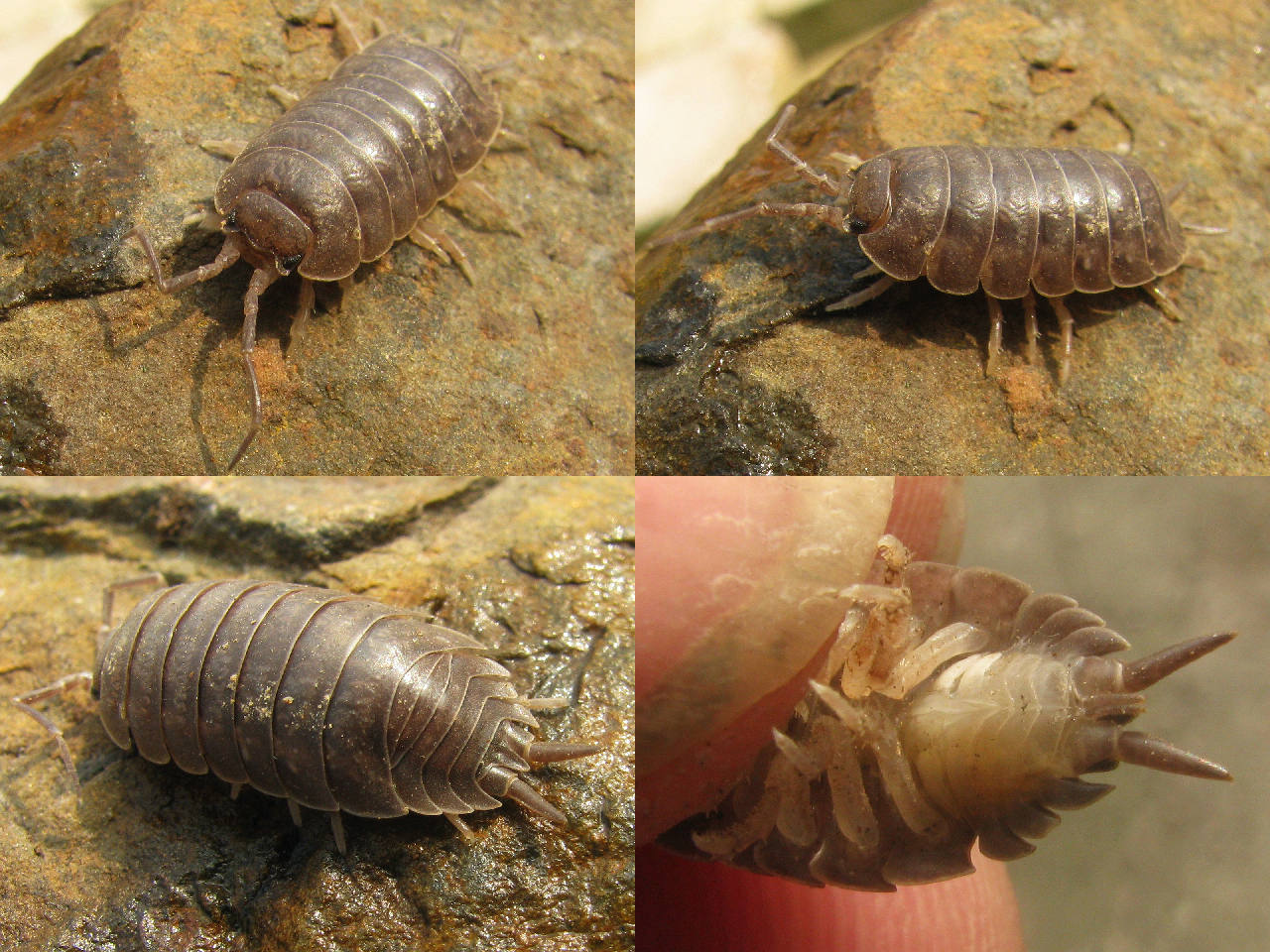
mannetje
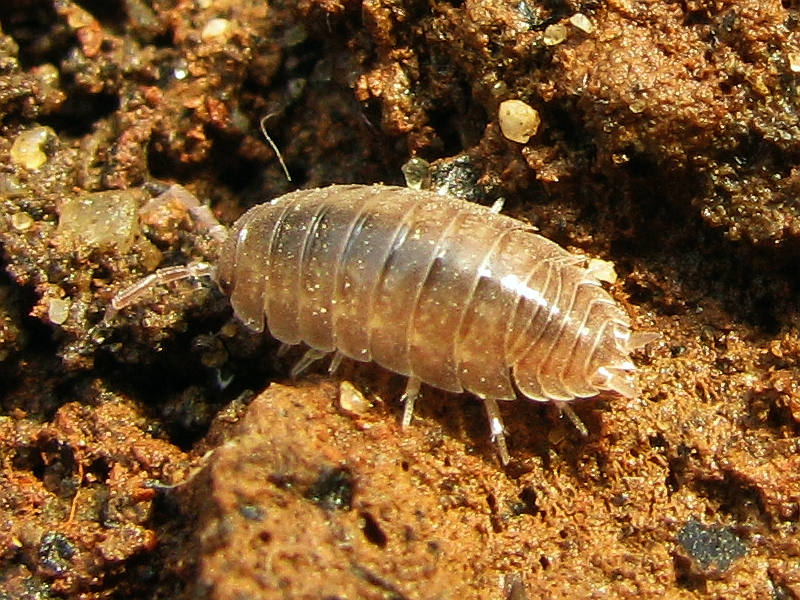
juveniel
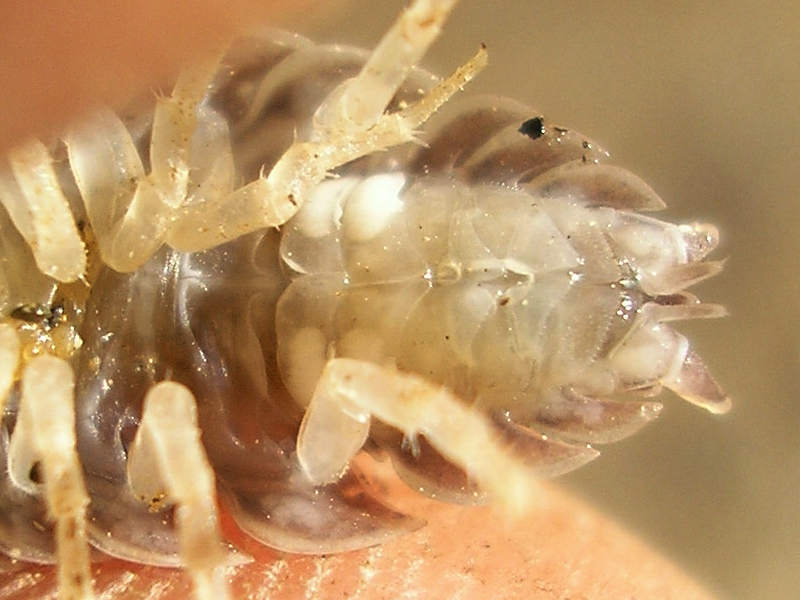
pleopoden vrouw
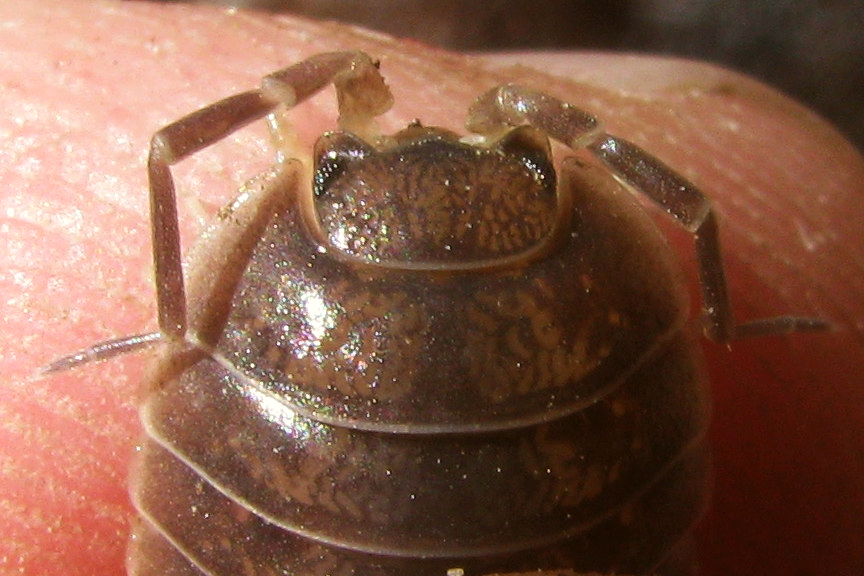
kopstructuur